# Osteocondrite
Osteocondrite é, em patologia, o nome que se dá para as inflamações conjuntas de osso e cartilagem. Pode-se dizer que é a inflamação da epífise de um osso que envolve a cartilagem e, às vezes, a região óssea situada abaixo da cartilagem articular, devido a necrose localizada.